# كرلنغ
الكَرْلِنْغ لعبة جماعية يلعبها فريقان مكونان من أربعة لاعبين في كل فريق وهناك مهام رئيسية لكل لاعب وفكرة اللعبة تعتمد على دفع صخرة مدورة ملساء ذو مسند على ساحة من الجليد المصقول نحو منطقة دائرية متعددة المراكز بهدف جعلها تستقر في مركز الدائرة. يقوم اللاعب الأول ويسمى القائد The lead بالتصويب الأول يليه اللاعب الأول من الفريق الخصم ثم اللاعب الثاني والثالث بالتناوب من الفريقين ويقوم رؤساء الفرق بالتصويب في الأخير وفي كل مرة يضع الفريق الأول الصخرة المدورة الملساء بالقرب من المركز يحاول اللاعب التالي من الفريق الخصم بابعاد الصخرة الملساء للفريق الخصم من المركز ويحاول اللاعب ان يقرب الصخرة الملساء الذي قام بتصويبه من المركز بنفس الضربة وهنا تاتي الدقة والتركيز من أعضاء الفريق بتوجيه القرص حيث ان الصخرة المدورة الملساء يجب أن تُصَوَّب بطريقة تحقق الغرضين والاتجاهين الذي يفرضهما القائدين. وتكون احتساب النقاط في كل شوط حسب اعداد الكرات الأكثر قربا من المركز الرئيسي ولايوجد في اللعبة حكم ليقرر أي الكرات اقرب للمركز وانما يتم الأعتماد على الألوان المختلفة للحلقات المرسومة في دائرة الهدف.
في كل شوط يحسب النقاط لفريق واحد فقط اعتمادا على عدد الصخرات المدورة الملساء بالقرب من المركز حيث تحتسب نقطة واحدة لكل صخرة اقرب للمركز من صخرة الفريق الخصم. الفريق الذي يسجل له النقاط في الشوط الأول يقوم بالتصويب الأول في الشوط الثاني وهناك 10 اشواط في كل لعبة.
تبلغ طول ساحة لعبة الكَرْلِنغ 44.5 متر وعرضها 4.3 متر وسمك الجليد 1.2 متر. في نهاية مضمار الساحة يوجد الهدف الرئيسي الدائري الشكل ونصف قطره 3.7 سم ويسمى البيت (House) ويوجد داخل البيت 3 حلقات دائرية بالوان مختلفة ويسمى مركز كل حلقة باسم تي (Tee). تبلغ المسافة من نقطة التصويب إلى الحلقة الخارجية من البيت 10.1 متر. يبلغ وزن الصخرة الملساء التي يتم تصويبها نحو المركز 19 كغم ولها مقبض يدوي ويلبس الرياضيون أحذية مطاطية وعندما يقوم أحد اللاعبين بالتصويب يقوم لاعبان من نفس الفريق باستعمال فرشاة لتوجيه القرص لهدف